# Gabriel Jensen (lærer)
 For alternative betydninger, se Gabriel Jensen. (Se også artikler, som begynder med Gabriel Jensen)
Lars Gabriel Jensen (14. juni 1861 i Ågerup Sogn, Holbæk – 26. februar 1924 i København) var en dansk kommunelærer. På baggrund af iagttagelser af, hvordan børn af mindrebemidlede forældre fik ringere liv under skolernes sommerferie, startede han at arrangere mindre udflugter væk fra den sommerhede by og ud til frisk luft og strand. Dette resulterede i stiftelsen af organisationen Gabriel Jensens Ferieudflugter.
Lars Gabriel Jensen var i øvrigt også initiativtager til Dansk Cyklist Forbund (i dag Cyklistforbundet), der blev stiftet i 1905.